# Stupari-Selo
Stupari-Selo es un pueblo ubicado en la municipalidad de Kladanj, en el cantón de Tuzla, Bosnia y Herzegovina.

## Superficie
Posee una superficie de 3,36 kilómetros cuadrados.

## Demografía
Hasta 2013 la población era de 685 habitantes, con una densidad de población de 203,9 habitantes por kilómetro cuadrado.